# Mangora engleri
Mangora engleri là một loài nhện trong họ Araneidae.
Loài này thuộc chi Mangora. Mangora engleri được Herbert Walter Levi miêu tả năm 2007.